# Florian Henckel von Donnersmarck
Florian Maria Georg Christian Graaf Henckel von Donnersmarck (Keulen, 2 mei 1973) is een Duits-Oostenrijkse filmregisseur, scenarioschrijver en filmproducent. Zijn film Das Leben der Anderen won in 2007 de Oscar voor beste niet-Engelstalige film. Ook zijn daarop volgende speelfilms The Tourist en Werk ohne Autor waren succesvol.

## Jeugd
Henckel groeide op in New York, Berlijn, Frankfurt en Brussel. De familie Henckel von Donnersmarck hoort tot de Duits-Oostenrijkse adel. Henckel heeft zowel de Duitse als de Oostenrijkse nationaliteit. Henckel studeerde enkele jaren in Sint-Petersburg; van 1993 tot 1996 studeerde hij Philosophy, Politics and Economics aan de Universiteit van Oxford.

## Filmloopbaan
Henckel begon zijn carrière in de filmwereld met een regie-stage bij Richard Attenborough. Hij werd toegelaten aan de Hochschule für Fernsehen und Film München (HFF München) en maakte daar de korte film Dobermann (1998). Deze film won meerdere prijzen. Dit bezorgde Donnersmarck een plaats in het Universal Studios Filmmasters Program in Hollywood. Ook zijn korte film Der Templer (2002) werd een aantal keren bekroond.

#### Das Leben der Anderen
Henckels eerste speelfilm Das Leben der Anderen was zijn afstudeerfilm aan de HFF München. Henckel tekende voor scenario en regie. De film gaat over het Ministerie van Staatsveiligheid van de DDR en ging op 23 maart 2006 in Duitsland in première. Das Leben der Anderen won in Duitsland meerdere prijzen in verschillende categorieën en op 25 februari 2007 de Oscar voor beste niet-Engelstalige film.

#### The Tourist
In 2010 kwam Henckels tweede speelfilm uit, de thriller The Tourist met Angelina Jolie en Johnny Depp, een remake van de Franse film Anthony Zimmer uit 2005. The Tourist werd genomineerd voor drie Golden Globe Awards (beste film, beste hoofdrolspeler en beste hoofdrolspeelster) en was wereldwijd financieel een succes. De filmcritici waren zowel in Duitsland als in de Verenigde Staten minder positief.

#### Werk ohne Autor
In 2019 werd zijn derde film Werk ohne Autor genomineerd voor de Gouden Leeuw tijdens het 75e Filmfestival van Venetië, voor een Golden Globe en voor twee Oscars (beste niet-Engelstalige film en beste camerawerk).

## Productiemaatschappij Allegory Films
In 2016 richtten Henckel von Donnersmarck en Sam Raimi met steun van een Chinese investeringsmaatschappij het productiebedrijf Allegory Films op. Doel was om films met een budget tussen de 30 en 50 miljoen dollar te produceren.

## Filmografie
- 1997: Mitternacht
- 1998: Das Datum
- 1999: Dobermann
- 2002: Der Templer
- 2003: Großstadt Schocker / Petits mythes urbains
- 2005: Das Leben der Anderen
- 2010: The Tourist
- 2018: Werk ohne Autor

- Bibsys: 6093201
- Biblioteca Nacional de España: XX5812806
- Bibliothèque nationale de France: cb14631448q (data)
- Catàleg d'autoritats de noms i títols de Catalunya: 981058617193206706
- CiNii: DA1549501X
- Gemeinsame Normdatei: 131455486
- International Standard Name Identifier: 0000 0001 1511 4236
- Library of Congress Control Number: no2006052662
- Nationale Bibliotheek van Tsjechië: js20060811019
- Nationale bibliotheek van Australië: 42117621
- Nationale Bibliotheek van Israël: 987007424931705171
- Nationale Bibliotheek van Polen: a0000002801412
- Nederlandse Thesaurus van Auteursnamen: 303816902
- Réseau des bibliothèques de Suisse occidentale: 02-A012875968
- Système universitaire de documentation: 112477402
- Trove: 1456878
- Virtual International Authority File: 51945766
- WorldCat: E39PBJj4q4dFR4dmg4qYH44H4q